# Ларино (Ивняковское сельское поселение)
Ларино — обезлюдевшая деревня в Ивняковском сельском поселении Ярославского района Ярославской области России.

## География
Деревня расположена в окружении сельскохозяйственных полей на левом берегу реки Пахма. В непосредственной близости протекает эта же река. К востоку от деревни Ларино находится деревня Котельницы.

## История
С 1980-х годов является нежилой.
В 2000-х годах, по словам местных жителей, было два дома, использующихся для проживания в летний период.
По состоянию на 2021 год деревня является полностью нежилой.

## Население
| 2007 | 2010 |
| ---- | ---- |
| 0    | →0   |

### Историческая численность населения
В 1855—1857 годах насчитывала 19 домов, проживало 108 человек.
По состоянию на 1989 год в деревне не было постоянного населения.

## Транспорт
Ларино расположено в 7,1 км от села Сарафоново. От Сарафоново до развилки на садоводческие товарищества идёт асфальтированная дорога, от садоводческих товариществ до Котельниц — грунтовая, от Котельниц до Ларино — полевая.